# 浅香唯
浅香 唯（あさか ゆい、1969年〈昭和44年〉12月4日 - ）は、日本の歌手、アーティスト、女優、タレント。競技麻雀のプロ雀士。本名、西川 亜紀。宮崎県宮崎市出身。六本木オフィス（1985年 - 1993年）を経て、株式会社ジャム企画所属。

## 来歴

### デビュー〜ブレイク前
1984年、宮崎大学教育学部附属中学校3年の夏休み、『少女コミック』主催の「ザ・スカウトオーディション'84」に応募。一万六千人の応募者の中から選ばれ、同誌に連載されていた漫画『シューティングスター』（作：大山和栄）のヒロインの名を冠した”浅香唯賞”を受賞。これにより、芸名が「浅香唯」となる。浅香自身は芸能界には興味が無かったが、受賞者に贈られる副賞“赤いステレオ”欲しさでオーディションに応募した。審査員を務めた漫画の作者は「『浅香唯』はこの子しかいない」と、浅香を一目見た瞬間から決めたという。浅香はステレオとグアム旅行 を手にするという目的を果たし、これで終わるはずだったが、数々の芸能プロダクションから次々とスカウトの電話が来る。
1985年3月、中学卒業と同時に上京した翌日からTBSの生放送番組『EXPOスクランブル』にレギュラー・アシスタントとして出演する。同年6月21日、ハミングバードよりシングル『夏少女』で歌手デビュー。キャッチフレーズは“フェニックスから来た少女”。約1年半の間にシングル5枚、アルバム1枚を発売するも、5枚目のシングル『10月のクリスマス』がオリコンチャート88位にランキングされた以外は、他のシングル・アルバムは100位以内にランキングされなかった。

### スケバン刑事シリーズでブレイク
1986年10月、フジテレビ系連続ドラマ『スケバン刑事III 少女忍法帖伝奇』で主役の3代目麻宮サキ・風間唯 役を演じて脚光を浴びる。東映とフジテレビが制作した『スケバン刑事』テレビシリーズは、当時の爆発的アイドル・ブームの一端を担う、80年代アイドル・ドラマを代表する作品のひとつで、時代の感覚とマッチした青春アクションドラマとして大映ドラマ同様の熱烈なファン層を生み、主演の浅香が大ブレイクするきっかけとなった。
1987年1月発売のシングル『STAR』が同ドラマの主題歌に起用され、オリコン週間チャート10位にランクイン（最高位9位）。番組主題歌としての集中露出効果もあり一気にブレイクした。TBS系音楽番組『ザ・ベストテン』にも同曲で初ランクイン。以降NHK『ヤングスタジオ101』、日本テレビ系『歌のトップテン』、フジテレビ系『夜のヒットスタジオ』、テレビ朝日系『ミュージックステーション』『歌謡びんびんハウス』、テレビ東京『ヤンヤン歌うスタジオ』等、多数の音楽番組に出演する。
続く5月発売のシングル『瞳にSTORM』もオリコン4位と順位を上げ、東急百貨店日本橋店での同曲の新曲発表イベントにはデパートの屋上にファン5000人が集まった。8月、大西結花・中村由真と共に『スケバン刑事フェスティバルinつま恋』コンサートを行う。フジテレビ系『第14回オールスター寒中水泳大会』 及び『第一回ジャポーン! 女だけの水泳大会』にも出場。平泳ぎ競技で1位、スーパー騎馬戦ではスケバン刑事で鍛えたパワーを発揮しダンプ松本や芳本美代子などと共に活躍。ミス・フォトジェニック賞も受賞し注目を集めた。また同局系『スターどっきり（秘）報告』では田代まさしによる寝起きドッキリの突撃も受けた。
同年9月発売の『虹のDreamer』で初のオリコン週間チャート1位を獲得し、一躍トップアイドルの座を獲得。同月、ファースト・コンサート・ツアー"Over The Rainbow"開催（全国6か所）。東京公演の日比谷野外音楽堂も超満員となる。10月、風間三姉妹（長女：大西結花、次女：中村由真、三女：浅香唯）として発売したシングル『Remember』でもオリコン1位を獲得。
『スケバン刑事III』は当初半年間の放映予定であったが、視聴率好調により延長され、1年間放送された。
翌1988年2月、映画『スケバン刑事 風間三姉妹の逆襲』主演。主題歌の『Believe Again』もオリコン2位を獲得するヒット曲となる。同曲の発売告知イベントとして、期間限定でJR新宿駅前に全長7mの巨大な浅香の人形を飾った「浅香神社」が作られた。映画公開に合わせ、風間三姉妹として『スケバン刑事　ファイナル・コンサート』ツアー開催（全国5か所）。各会場で大盛況となり、『スケバン刑事』人気の大きさを改めて示した。同作品でアイドルスターに成長した浅香は、同シリーズ出身の斉藤由貴・南野陽子と共に、当時の日本のアイドル界のトップ戦線を形成していくようになる。

### トップアイドル時代

#### 1988年（昭和63年）
1988年、ドラマ、映画、キャンペーン、コンサートと約1年半にわたる『スケバン刑事』関連の仕事が終了した後、3月には、カネボウ化粧品の夏のキャンペーンガールに選ばれる。アイドル歌手を「CFの女王」と言われた化粧品会社の水着キャンペーンガールに起用することは、当時の業界の常識を打ち破るものとして浅香の注目度の高さを窺わせた。また、同CMのキャンペーンソングにシングル『C-Girl』がタイアップされ、大ヒット。オリコンでは2週連続（通算3週）1位、『ザ・ベストテン』でも初の1位を獲得、11週連続（4→3→2→①→2→3→3→3→4→7→10）でランクインした。5月のオリコン月間シングルチャートでも第1位となり、6月発売のスタジオ・アルバム『Candid Girl』も自己最大のヒット作となる。
続く8月発売のシングル『セシル』はノー・タイアップながら、オリコン1位、『歌のトップテン』でも1位を飾る。レコードがヒットし、以後歌番組、ドラマ、バラエティ、映画、ラジオ、雑誌、コンサート、イベント等、各種メディアやイベントにも多数出演する。斉藤由貴に代わり富士写真フイルム『AXIA』のイメージキャラクターとなった他、雪印乳業、カネボウ化粧品、鈴木自動車、沖電気工業、カシオ計算機など多くの企業のイメージキャラクターに起用されCMにも出演。中山美穂、工藤静香、南野陽子と共に「アイドル四天王」と称され、「日本一忙しいアイドル」とも称された。
10月、「スケバン刑事III」以来となるドラマ、『金太十番勝負!』（フジテレビ系）に主人公（演・田原俊彦）の妹・東かすみ役で出演。11月発売のシングル『Melody』がオリコン2位となる。1988年のシングル売上枚数は82.7万枚で第7位。女性歌手では南野陽子、工藤静香、中森明菜に次ぐ記録であった。

#### 1989年（昭和64年/平成元年）
1989年、1月発売のシングル『TRUE LOVE』で4作目のオリコンチャート1位を獲得。
2月、原宿竹下通りに自身のタレントショップ「PALPITER」（パルピティエ、フランス語で"ときめき"の意）オープン。
3月発売の『MELODY FAIR』がスタジオ・アルバムでは自己最高位のオリコン週間チャート2位を獲得。
4月、2作目の主演映画『YAWARA!』公開。1992年バルセロナオリンピックから柔道女子が正式種目となることから、そのPRとして、講道館と全日本柔道連盟のバックアップの下、柔道家の山下泰裕、山口香、モハメド・ラシュワンが本人役で出演した。挿入歌の『NEVERLAND 〜YAWARA!メインテーマ〜』もオリコン2位を獲得。4月5日、姫路市での同映画関連のイベントに出席した際、混み合っていた通路階段から転落し足首を負傷する。4月6日放送の『ザ・ベストテン』及び4月12日放送の『夜のヒットスタジオDELUXE』には足を引き摺りながらも出演するが、病院で靭帯損傷と診断されギプス固定し入院。ツアー中だった『'89 SPRING CONCERT MELODY FAIR』は2本延期されるが、程なくして復帰する。
7月、NHKの音楽特番『フラッシュ&ジャンプ』出演。少年隊、光GENJI、SMAP、Wink、酒井法子、渡辺満里奈などと共演した。
夏のコンサートツアー『YUI ASAKA SUMMER TOUR '89 ROCK'N ROLL CIRCUS』は24ヶ所48公演という、浅香にとって最も公演数の多いツアーとなったが、初日（7月29日）、東京厚生年金会館での公演中、風邪による高熱で倒れ、6曲歌ったところでコンサートは中断される。開演直前まで点滴を打ち、楽屋に医師をスタンバイさせ、翌日の同会場でのコンサートを予定通り開催した。11月4日、1989年締めくくりのコンサートとして、また浅香の10代最後のステージとして、よみうりランドEASTにて『YUI DREAM POWER in EAST '89』を開催した。11月21日発売のアルバム『PRIDE』ではメッセージ色も強くなり、一部の楽曲の作詞も行う。自ら作詞を手掛けた『NUTS TO YOU!』は音楽番組『ミュージックステーション』 の他、年末年始の音楽特番で披露された。
11月、『ザテレビジョン』誌に連載エッセイ「トッピングはペパーミント」開始。当時の人気は凄まじく、連載タイトルを同誌で募集したところ、4万通ものハガキが集まった伝説を持つ。当時のファンクラブ会員数は、全盛期の山口百恵に匹敵する28,000人ほどであった。
同年9月、1988年のコンサートでバックバンドの一員だったドラマーの西川貴博（THE KIDS）との交際が発覚し、写真週刊誌に掲載される。事務所は即座に釈明会見を手配するが、浅香は「お付き合いしています」と交際宣言をした。雑誌のインタビューでは「もうすぐ20歳になる女性なのだから、男性とのそんな話のひとつやふたつ、あって当たり前だと思う」と心境を語った。西川とはその後も交際が続き、2002年に結婚した。
別冊宝島の調査によると、1980年代の年間ベスト50位以内ランクイン曲数は4曲と、当時の女性アイドルでは中森明菜、松田聖子、小泉今日子、中山美穂、南野陽子、工藤静香、菊池桃子に次ぐ8位 であった。

### アーティスト志向へ
1990年1月、新曲「Chance!」で『夜のヒットスタジオ』に出演した際、女優活動を休止し音楽活動に専念すると発表する。「ロックをやりたい」という発言に対し周囲からは「脱アイドル宣言」と言われたが、本人は“脱アイドル”を宣言したつもりではなく、浅香にとっての『ロック』とは、当時流行した『ビートロック』的な音楽スタイルを目指すという意味ではなく、自然な自分の自己表現の手段という意味であり、イメージチェンジのつもりはないと語っている。コンサートもそれまでとは異なり、セットリストはアルバム曲中心でヒット・シングルはわずか、また衣装替えもほとんど無しというスタイルになる。1990年10月発売の「Self Control」はシングル作品で初の本人作詞となった。同時期にフジテレビの月9枠ドラマ『キモチいい恋したい!』の主演の話も来ていたが、音楽活動を優先するためにオファーを断った。アルバム制作においては企画段階から浅香自身が携わるようになると同時に、テレビ出演は減り、アルバム制作やライブハウスでの音楽活動が中心になる。
1991年6月、フジテレビ系オムニバス・ドラマ『世にも奇妙な物語』（「ベビーシッター」）に出演、『金太十番勝負!』（1988年10月 - 12月、フジテレビ系にて放送）以来3年振りのドラマ出演となった。また、10月放送開始のTBS系連続ドラマ『ADブギ』にも出演し、あまり笑顔を見せないクールな女性を演じた。
1992年8月に発売された13枚目のオリジナルアルバム『joker』はシングル曲を収録せず、また浅香の念願だったアルバム全楽曲を女性作家陣のみで作った作品になった。1992年10月、『ADブギ』のスペシャル版『AD・リターンズ』出演。

### 突然の休業
1993年2月をもって8年間所属した事務所・六本木オフィス、所属レコード会社・マイカルハミングバードとの契約が切れるのを機に、両社との契約延長をせずに退社した。「自分を見つめ直し、音楽活動の幅を広げるための勉強をしたい」という理由で、3月14日のクラブチッタ川崎でのライブを最後に無期限休業に入ることをファンクラブ会報にて発表。突然の休業宣言となり、前触れもなしにその会報の発行をもってファンクラブは解散する。引退ではなく、あくまでも休業であることを強調していたが、後日「浅香唯引退」と報じる記事が新聞や雑誌に掲載され、「引退はしません」と釈明会見を行った。
1990年から3年間続けていたレギュラー番組TOKYO-FM『スーパーFMマガジン 浅香唯のNORU SORU』は、局側の強い希望もあり、当初は休業後も続ける意向だったが、完全休業をしたいという希望から1993年4月1日の放送をもって降板し、完全休業に入る。所属事務所とレコード会社との契約を延長せずに退社した上での休業だったことで、前述の引退否定会見の後も、引き続き報道各社は「引退」の記事を掲載し続け、事務所とのトラブルで休業に入らざるを得なかったという旨の記事が多く出たが、実際には1990年頃から、浅香は事務所に「（あまりにも忙しすぎることから）休業をしたい」という意向を伝えていたことを後に明らかにしており、「そもそも事務所とのトラブルなどなかった」と発言している。
浅香は後に休業宣言当時の自身の心情について「一番は気持ちですね。ずっと駆け抜けてきて、もうこのままでは私はダメになるっていうぐらいの限界がきていて、体も壊れそうだったんです」「（仕事の責任やプレッシャーが）すごく重かったし、全部背負っていたものを下ろさないと無理だなって。何をやっても100パーセントの表現ができなくて、客観的に自分が見られない。もうギリギリのところでしたね。事務所に籍を残したまま休業する方法もありましたが、中途半端な気持ちで休んでも絶対にリセットされないって分かっていたから、まっさらな気持ちで考えてみたいと」と語っている。

### 写真集出版を巡る騒動
1994年1月25日、休業宣言から1年後、本名の「川崎亜紀」名義で写真集『FAKE LOVE』（KKベストセラーズ）を出版した。芸術性を謳ったヘアヌード写真集出版ブームの時期に加え、センセーショナルな写真を撮ることで有名なカメラマン・荒木経惟が撮影を担当したという情報が先行したため、「浅香唯がヘアヌードで衝撃のカムバックか!?」などと一部で報じられた。憶測が憶測を呼び、「アラーキーが縄を持って現場に現れた」「内容が大人しすぎて発売延期」「お蔵入り」等様々な噂が飛び交った。実際にはヌード写真は1枚も掲載されていなかったが、初版の3万部が完売。
しかし、休業宣言中に撮影されたこの写真集の出版が契約不履行であるとして、同年2月4日、元所属事務所側が芸名『浅香唯』の使用禁止などを求め日本音楽事業者協会に提訴したと報じられる。音事協からは双方に和解勧告がなされ、元所属事務所側とは交渉が続けられ、後に和解する。

### 芸能界復帰へ
1996年2月、雑誌、週刊誌の表紙モデルとして芸能活動を再開する。しかし歌手としての本格的な復帰までは更に1年半を要し、ラジオ番組の「消息を知りたい有名人」のアンケートではビートきよしに次ぐ2位となった。1997年8月、個人事務所「Y-Chord（ワイコード）」 を設立し、YUI名義で音楽活動を再開する。
休業宣言とその後の復帰に際し、浅香はインタビューで「仕事を離れたのは休みたかったのもあるし、とにかく疲れちゃったんですよ、いろんなことに。それで一度普通の生活をしてみよう。そしたら、やりたいことが何か見つかるんじゃないかと思ったんです。でも、私にはやっぱり芸能界かなと。それで今度復活宣言しようって」と語っている。また、休業中に見たお笑いコンビ・アンジャッシュのコントに感銘を受け、「それまでも、「楽しんでもらいたい」という気持ちはあったんですけど、浅香唯＝アイドルだから、その夢を壊さないようにして、ファンの人たちのために歌いたいという感じだったんですよね。その殻を破ったというか、それだけじゃないなって思うようになって。アイドル＝浅香唯じゃなくて、浅香唯という人間そのもので、みんなを楽しませたいーーそんな思いが、その4年半のあいだに生まれてきたんです。」「誰かの心をほぐしたり、誰かを笑顔にしたり、幸せにしたり、何かそういうことができる人になりたいんだと気づいたんですよね。復帰するなら、アイドルや歌手、俳優じゃなくてもいいから、何かそういうことができる人になりたいって思いました。4年半の間に考え方がガラリと変わりましたね。」 と当時の心情を語っている。

### 復帰後～現在

#### 90年代
1997年9月、メルダックから4年半振りに新曲「Ring Ring Ring」を発売する。また、12月には渋谷Egg-manにて復帰ライブを開催する。
1998年8月に復帰第2弾シングル「不器用な天使」を発売、12月には名古屋HeartLand STUDIO、心斎橋ミューズホール、渋谷Egg-manで『Well, Well, Well '98』と銘打ったライブツアーを行う。10月、THE YELLOW MONKEYが参加した三国義貴のアルバム『Kirihito 霧人』収録の「水〜pied piper come down〜」でボーカルを担当。その後、『Well, Well, Well 2000 〜扉〜』に三国がキーボーディストとして参加、演奏曲のアレンジも行った。会場限定で配布された新曲「白の扉〜I wish a Merry Christmas〜」では浅香が作詞を、三国が作曲と編曲を手掛けた。
前所属事務所とも和解し、芸名を『浅香唯』に戻し、女優・タレントとしての芸能活動も再開。ドラマやバラエティー番組に出演するようになる。

#### 2000年代
2000年3月、新宿シアターサンモールで上演された、朝倉薫演劇団 春の特別公演『0021 〜僕は君のために雨を降らそう〜』で舞台初主演を果たす。1度歌を辞めたアイドル歌手が再び歌い出すまでを描いたこの作品は、浅香自身とダブるところがあるが、実際に浅香のために書かれた脚本である。同年4月、TBS系ドラマ『QUIZ』出演。『ADブギ』以来8年振りの連続ドラマ出演となった。
2001年4月から9月までフジテレビ系『笑っていいとも!!』に隔週木曜レギュラーとして出演する。12月のライブで、解散していたファンクラブを再結成することを発表。12月30日、『ザ・ベストテン2001』に出演し「セシル」を歌唱。
2002年4月から2004年9月までテレビ東京系バラエティー番組『やるヌキッ!』にレギュラー出演し、活動の幅を広げる。
2002年7月21日、先述のようにドラマーの西川貴博と入籍。7月23日に所属事務所が明らかにし、浅香も公式ウェブサイトで報告した。2人の交際は14年間に亘り、浅香は「そろそろけじめをつけたいというお互いの気持ちの結果」と説明した。
2004年、PlayStation 2『塊魂』のサウンドトラック『塊フォルテッシモ魂』に「カタマりたいの」で参加。CBC制作・TBS系列のドラマ30『冗談でしょッ!離婚予定日』で初の昼帯ドラマ主演を務め、翌2005年には同じCBC制作・TBS系列のドラマ30『ママ!アイラブユー』で2年連続の昼ドラマ主演を果たし、同時に主題歌も担当、インペリアルレコードから7年4ヶ月振りのシングル「笑顔の私」を発売した。
2007年9月12日、長女（陽舞莉：ひまり）を出産したことを公式ウェブサイトにて発表した。
2008年11月21日、ベネッセチャンネル『げんきすくすく』(DVD+CD) に「はだかでピース」（本人作詞）で参加。
2009年5月20日、シングル「マジ?マジ!マジカル☆ジュエル」をテレビ東京系列のアニメ『ジュエルペット』のオープニング・テーマとして発売。多数の子供向けイベントに参加。

#### 2010年代
2010年6月19日、20日の2日間にわたってSHIBUYA BOXXにてデビュー25周年を記念したライブ『25th Anniversary LIVE「9132」』を開催。12月4日、5日には同じくSHIBUYA BOXX、12月25日には大阪・南堀江knaveにて、25周年記念のアンコールライブ『25th Anniversary「9132」Encore LIVE』を開催。
2012年、自身初のNHK大河ドラマ『平清盛』に藤原朝子役で出演。
2014年、自身初のミュージカル『アニー』にハニガン役で出演。
2015年6月17日に『浅香唯 30周年記念コンプリートBOX』を発売。新曲「ありがとう」（本人作詞）とライブで演奏してきた「Shake Love」（本人作詞）も収録された。6月21日（浅香のデビュー日）に芸能活動30周年を記念して、『Yui Asaka 30th PREMIUM LIVE』を、7月19日と20日に、『スケバン刑事III 少女忍法帖伝奇』で共演した大西結花、中村由真と「唯・結花・由真 三姉妹コンサート」を開催。3人による新曲「Anniversary」のCDが同コンサートの会場限定で販売され、同コンサートの映像も収録した同曲のミュージックビデオが9月23日に発売された。12月5日、6日には『Yui Asaka 30th Memorial Live 2015 〜感謝をこめてリクエストパーティー〜』を開催。
2017年、『CR花の慶次10周年記念アルバム』に「涙桜」で参加。同アルバム参加アーティストによるライブイベントに参加し、その模様はライブストリーミングで配信された。
2018年5月から8月にかけて、歌謡ポップスチャンネル『しゃべくりDJ 浅香唯のミュージックアワー!!』に出演。7月から8月にかけて大阪、東京、愛知で上演された志村けん一座 第13回公演「志村魂『一姫二太郎三かぼちゃ』」で、初のコントに挑戦した。
2019年4月、ラジオ大阪『浅香唯のDream Believe』がスタート。同月29日、『SHOW-YA PRODUCE「NAONのYAON 2019」』に出演。8月10日および11日には、4年ぶりとなる「唯・結花・由真 三姉妹コンサート 〜Remember 2019〜」を開催。

#### 2020年代
2020年6月、テレビ宮崎開局50周年ドラマ『ひまわりっ 〜宮崎レジェンド〜』に主人公の母親役で出演。9月9日、デビュー35周年を記念した新曲「LIGHT A SHINE 〜月はずっと見ている」が音楽配信サイトにて配信され、9月23日には同曲を含む4枚組BOX『YUI ASAKA 35th Anniversary 〜君がずっと見ている〜』を発売。また、8月5日よりRIZAPのCMに出演し、4ヶ月で8.8キロ減量した姿を披露しており、RIZAPとのコラボレーションによる新曲のMVが公開された。
2021年8月、トベタ・バジュンの新作ソロアルバム『すばらしい新世界 ～RELAX WORLD～』に参加し、「Sweet Memories（Original Song by 松田聖子）」を歌唱した。
2022年4月、木梨憲武の呼びかけで開催された「第二回 木梨フェス 大音楽会」に出演し、C-Girlを熱唱。5月、ドラマ『ひまわりっ 〜宮崎レジェンド2〜』に出演。6月21日、デビュー37周年記念日に、これまでリリースした全シングル＆アルバムを音楽サブスクリプションサービス／音楽ダウンロード配信にて解禁。9月、東京、大阪で「浅香唯 ビルボードライブ」を開催。10月、『ママホリ2022～Genking Live』に中村あゆみ、NOKKO、相川七瀬、MAX、斉藤由貴と共に出演。
2023年5月、フジテレビ系『オールスター合唱バトル』出演。「80年代アイドル合唱団」のリーダーとなる。7月、日本テレビ系『THE MUSIC DAY 2023』の「アイドルメドレー」に出演。C-Girlで日向坂46とコラボする。
2024年6月、テレビ東京系ドラマ『量産型リコ -最後のプラモ女子の人生組み立て記-』出演。主演の与田祐希（乃木坂46）の母親役を演じた。7月、日本テレビ系『THE MUSIC DAY 2024』に風間三姉妹として出演。「Remember」をテレビで37年ぶりに披露した。

## 人物

### 人柄

#### プロフィール関係
- 身長151cm、血液型A型[4]。
- 昔から嫌いな食べ物は餃子だったが、めちゃくちゃ空腹時に食べてみたら美味しくて、今では好きな食べ物になっている。他には、レーズンとワンタンが苦手[96]。
- 普段は右利きで文字を書くのもお箸を持つのも右手だが、左手では難しい漢字でも鏡文字が書ける[97]。

#### 家族
- 宮崎時代は父・母・兄との4人家族[98]。
- 夫のドラマー・西川と交際に至ったきっかけは『スーパーマリオブラザーズ』の「100UPマリオ」の裏技を見せてもらったことだったと明かしている[99][100]。2007年には西川との間に長女が誕生している。

#### 交友関係
- 中学の後輩に俳優の堺雅人とモデル・タレントの神戸蘭子がいる。
- 明治大学付属中野高校の夜学の先輩に芳本美代子がおり、授業が終わった後の学生食堂の一番乗りを競っていたという[101]。また同校の先輩に森尾由美が居たが、森尾が留年を重ねていたことから「由美さんが迫ってくる」と話題になっていたという[102]。
- 『スケバン刑事III』で風間三姉妹として共演した大西結花、中村由真とは親交が深く、不定期にライブ活動を行っている。
- 共にアイドル四天王と呼ばれた中山美穂とは同学年であり、歌手デビューした年月日も一緒だった（1985年6月21日）。中山が浅香のラジオ番組にゲスト出演したこともある。自身のデビュー40周年コンサートにて、前年12月に死去した中山のデビュー曲『「C」』を追悼歌唱した[103]。

#### 麻雀
- 23歳で麻雀を始めたが、2022年6月4日にYouTubeの浅香唯メロウエイジチャンネルで公開された、RMU代表でMリーグ渋谷ABEMASの多井隆晴、麻将連合でU-NEXT Piratesの小林剛、日本プロ麻雀協会の綱川隆晃との麻雀対局において、小四喜と字一色のダブル役満を小林剛からの放銃で上がる。その後、日本プロ麻雀協会の第21期後期プロテストに合格し、プロ雀士の認定を受けた[104]。

#### 麻雀以外の趣味
- アイドル時代から趣味を「ファミコン」と公言するなど[105]、ファンの間ではゲーマーとして知られていた。思い出のファミコンソフトとして『スーパーマリオブラザーズ』『トップライダー』『ゼルダの伝説』『アルカノイド』『井出洋介名人の実戦麻雀』を挙げている。特に「ゼルダの伝説シリーズ」はお気に入りで、最新作までプレイしているという[99][106]。

### 逸話

#### スケバン刑事
- 『スケバン刑事III 少女忍法帖伝奇』では撮影に入る2か月前から大野剣友会の道場に通い、殺陣の訓練を重ねていた。アクションシーンの撮影では運動神経の良さを生かし、通常はスタントマンを使うシーンも自らこなした[107][108][109]。 同作品ではスマートさや格好良さが重視された前二作と異なり、主人公は「山猿」のイメージでキャスティングされたが[110]、監督の前嶋守男は、元々髪が長く肌も白かった浅香が、役柄に合わせて髪を短くして色黒にするのはかなり抵抗があったようだと語っている[111]。斉藤由貴は当時の浅香の印象について「あの頃、こげて(※日焼けして)ましたよね」と発言している[112]。実際の浅香の宮崎弁の訛りや小柄で俊敏そうなイメージから、作中の主人公・風間唯の設定が作られていった[113]。
- 『スケバン刑事III』撮影期間中は、子供達に声をかけられた時は絶対に夢を壊さないようにと、コンビニやスーパーへ行く時でも常にヨーヨーを携帯していた[114][115]。
- 『スケバン刑事III』のロケは忍者設定のため埼玉県や多摩地域の山中など遠方での撮影が多く、ロケでの楽しみは『ポパイ』のロケ弁だったという[116]。当時の東映東京撮影所の朝ロケ弁は『ポパイ』一択であったとされる[117]。

#### アイドル時代
- 新人時代は新曲のキャンペーンでレコード店を回っても客が来なかったり、デパートの駐車場の隅でダンボールだけのステージで歌うこともあった[118][119]。
- 当時『月刊コロコロコミック』に連載されていた漫画『熱血!ファミコン少年団』に登場するアイドルヒロイン「麻香ユカ」のモデルとなった。作者のさいとうはるおは、「この頃の人気アイドルでは浅香唯さんがとても元気はつらつとしていて、すごくかわいかったんですよね。なのでキャラクターにしても動かしやすいなと」と語っている[120]。デビュー2年目から『ヤッパシ…H!』『コンプレックスBANZAI!!』などの明るくコミカルな企画色の強い路線に入っていったが、浅香の担当ディレクターの山本竜夫(ハミングバード)は、この頃から浅香が「企画の中で楽しめる余裕みたいなものが出てきた」と語っている[121]。マスコット的キャラクターのアイドルとして人気を集めた[122]。
- 片岡鶴太郎からは『鶴ちゃんのプッツン5』などで「朝、痒い」などとイジられることが多く、「イジっていいアイドル」と思われていたのではないかと語っている[123][124]。
- デビュー後もなかなか宮崎弁の訛りが抜けず、専門学校で外国人と同じ日本語を学ぶクラスに入れられたことがある[125]。しかしその宮崎訛りがオーディションでウケて、『スケバン刑事III』の主役に抜擢された[126]。
- 人気絶頂期だった1989年、消費税導入に際し、大丸東京店で開かれた『くらしのなかの間接税展』のイベントにゲスト出演した。大蔵省（現在の財務省）の官僚や関係者などが出席していたが、浅香が登場した瞬間に会場が大きくどよめき、テープカット後のミニサイン会ではファンが殺到し、イベントのようになったという[127]。

## ディスコグラフィ
順位はオリコン週間ランキング最高位。

### シングル
| #                          | 発売日          | A/B面          | タイトル                          | 作詞              | 作曲             | 編曲           | 最高順位       | 規格品番       |
| ハミングバード             | ハミングバード  | ハミングバード | ハミングバード                    | ハミングバード    | ハミングバード   | ハミングバード | ハミングバード | ハミングバード |
| -------------------------- | --------------- | -------------- | --------------------------------- | ----------------- | ---------------- | -------------- | -------------- | -------------- |
| 1                          | 1985年 6月21日  | A面            | 夏少女                            | 三浦徳子          | 小杉保夫         | 大谷和夫       | 120位          | 7HB-16         |
| 1                          | 1985年 6月21日  | B面            | 一人ぼっちのランデブー            | 三浦徳子          | 小杉保夫         | 大谷和夫       | 120位          | 7HB-16         |
| 2                          | 1985年 9月21日  | A面            | ふたりのMoon River                | 三浦徳子          | 小杉保夫         | 矢野立美       | 105位          | 7HB-21         |
| 2                          | 1985年 9月21日  | B面            | モダンボーイ白書                  | 松井五郎          | 中崎英也         | 矢野立美       | 105位          | 7HB-21         |
| 3                          | 1986年 1月21日  | A面            | ヤッパシ…H!                       | 森雪之丞          | 馬飼野康二       | 馬飼野康二     | 111位          | 7HB-23         |
| 3                          | 1986年 1月21日  | B面            | ピンクの結晶                      | 森雪之丞          | 中崎英也         | 船山基紀       | 111位          | 7HB-23         |
| 4                          | 1986年 5月21日  | A面            | コンプレックスBANZAI!!            | 神沢礼江          | 三浦一年         | 西本明         | 121位          | 7HB-25         |
| 4                          | 1986年 5月21日  | B面            | 乙女のX day                       | 森雪之丞          | 中崎英也         | 西本明         | 121位          | 7HB-25         |
| 5                          | 1986年 9月21日  | A面            | 10月のクリスマス                  | 森浩美            | 吉実明宏         | 若草恵         | 88位           | 7HB-27         |
| 5                          | 1986年 9月21日  | B面            | こんなに涙がこぼれるなんて        | 松井五郎          | 井上ヨシマサ     | 若草恵         | 88位           | 7HB-27         |
| 6                          | 1987年 1月21日  | A面            | STAR                              | 有川正沙子        | タケカワユキヒデ | 鷺巣詩郎       | 9位            | 7HB-31         |
| 6                          | 1987年 1月21日  | B面            | もう一度逢えるなら                | 松井五郎          | 中崎英也         | 鷺巣詩郎       | 9位            | 7HB-31         |
| 7                          | 1987年 5月27日  | A面            | 瞳にSTORM                         | 湯川れい子        | 井上大輔         | 新川博         | 4位            | 7HB-33         |
| 7                          | 1987年 5月27日  | B面            | エスケイプの夏                    | 吉元由美          | 鷺巣詩郎         | 鷺巣詩郎       | 4位            | 7HB-33         |
| 8                          | 1987年 9月9日   | A面            | 虹のDreamer                       | 湯川れい子        | 井上大輔         | 新川博         | 1位            | 7HB-34         |
| 8                          | 1987年 9月9日   | B面            | Blue Horizon                      | 阿部孝夫          | 都志見隆         | 若草恵         | 1位            | 7HB-34         |
| 9                          | 1988年 1月27日  | 01             | Believe Again                     | 麻生圭子          | 中崎英也         | 萩田光雄       | 2位            | 10HD-1         |
| 9                          | 1988年 1月27日  | 02             | 19時のLunar                       | 石川あゆ子        | 来生たかお       | 萩田光雄       | 2位            | 10HD-1         |
| 10                         | 1988年 4月20日  | 01             | C-Girl                            | 森雪之丞          | NOBODY           | 井上鑑         | 1位            | 10HD-38        |
| 10                         | 1988年 4月20日  | 02             | Stay by Me                        | 麻生圭子          | 中崎英也         | 井上鑑         | 1位            | 10HD-38        |
| 11                         | 1988年 8月18日  | 01             | セシル                            | 麻生圭子          | NOBODY           | 戸塚修         | 1位            | 10HD-40        |
| 11                         | 1988年 8月18日  | 02             | 哀しみの翼                        | 佐藤純子          | 天野滋           | 鷺巣詩郎       | 1位            | 10HD-40        |
| 12                         | 1988年 11月2日  | 01             | Melody                            | 森雪之丞          | 木根尚登         | 萩田光雄       | 2位            | 10HD-41        |
| 12                         | 1988年 11月2日  | 02             | フレンド                          | A.Hamilton 魚住勉 | J.Harnell        | 石倉重信       | 2位            | 10HD-41        |
| 13                         | 1989年 1月25日  | 01             | TRUE LOVE                         | 吉元由美          | 井上ヨシマサ     | 井上鑑         | 1位            | 10HD-42        |
| 13                         | 1989年 1月25日  | 02             | NIGHT DANCER                      | 真名杏樹          | 天野滋           | 鷺巣詩郎       | 1位            | 10HD-42        |
| 14                         | 1989年 3月22日  | 01             | NEVERLAND 〜YAWARA!メインテーマ〜 | 麻生圭子          | NOBODY           | 井上鑑         | 2位            | 10HD-43        |
| 14                         | 1989年 3月22日  | 02             | 笑顔はどうしたの                  | 麻生圭子          | NOBODY           | 井上鑑         | 2位            | 10HD-43        |
| 15                         | 1989年 7月5日   | 01             | 恋のロックンロール・サーカス      | 売野雅勇          | NOBODY           | 井上鑑         | 4位            | 10HD-44        |
| 15                         | 1989年 7月5日   | 02             | 愛の元気主義                      | 売野雅勇          | NOBODY           | 西平彰         | 4位            | 10HD-44        |
| 16                         | 1989年 9月27日  | 01             | DREAM POWER                       | 森浩美            | 吉実明宏         | 中村哲         | 3位            | 10HD-45        |
| 16                         | 1989年 9月27日  | 02             | Be Yourself                       | 亜伊林            | NOBODY           | 戸塚修         | 3位            | 10HD-45        |
| 17                         | 1990年 2月7日   | 01             | Chance!                           | 麻生圭子          | 織田哲郎         | 井上鑑         | 7位            | 10HD-47        |
| 17                         | 1990年 2月7日   | 02             | Smile Away                        | 麻生圭子          | 伊藤心太郎       | 井上鑑         | 7位            | 10HD-47        |
| 18                         | 1990年 6月6日   | 01             | ボーイフレンドをつくろう          | 麻生圭子          | 羽田一郎         | 井上鑑         | 10位           | HBDL-2040      |
| 18                         | 1990年 6月6日   | 02             | 僕らの独立記念日                  | 浅香唯            | 宮手健雄         | 井上鑑         | 10位           | HBDL-2040      |
| 19                         | 1990年 10月31日 | 01             | Self Control                      | 浅香唯            | 鎌田ジョージ     | 井上鑑         | 13位           | HBDL-2049      |
| 19                         | 1990年 10月31日 | 02             | 孤独〜この声が聞こえても〜        | 浅香唯            | 辻仁成           | 鎌田ジョージ   | 13位           | HBDL-2049      |
| 20                         | 1991年 6月26日  | 01             | 恋のUpside-Down                   | 森雪之丞          | 鎌田ジョージ     | 鎌田ジョージ   | 32位           | HBDL-2060      |
| 20                         | 1991年 6月26日  | 02             | START IT ALL AGAIN                | 浅香唯            | 西木栄二         | 井上鑑         | 32位           | HBDL-2060      |
| 21                         | 1992年 1月29日  | 01             | 愛しい人と眠りたい                | 松本隆            | 大森隆志         | 大森隆志       | 42位           | HBDL-1008      |
| 21                         | 1992年 1月29日  | 02             | 黒い鳥                            | 原由子            | 原由子           | 加藤和彦       | 42位           | HBDL-1008      |
| 22                         | 1993年 2月24日  | 01             | ひとり                            | 穂早菜            | 安田信二         | 安田信二       | -              | HBDL-1015      |
| 22                         | 1993年 2月24日  | 02             | この手を伸ばして                  | 帆苅伸子          | 鮎川麻弥         | 和泉一弥       | -              | HBDL-1015      |
| メルダック                 |                 |                |                                   |                   |                  |                |                |                |
| 23                         | 1997年 9月26日  | 01             | Ring Ring Ring                    | YUI               | 安田信二         | 安田信二       | 129位          | MEDR-11109     |
| 23                         | 1997年 9月26日  | 02             | シュールリアクション              | YUI               | HALNEN           | 安田信二       | 129位          | MEDR-11109     |
| 24                         | 1998年 8月26日  | 01             | 不器用な天使                      | YUI               | 都志見隆         | 野中則夫       | -              | MEDR-11118     |
| 24                         | 1998年 8月26日  | 02             | もっと誰よりも輝いて              | YUI               | H.Killy          | 野中則夫       | -              | MEDR-11118     |
| テイチクエンタテインメント |                 |                |                                   |                   |                  |                |                |                |
| 25                         | 2005年 12月16日 | 01             | 笑顔の私                          | 上地等            | 上地等           | 上地等         | 196位          | TECI-98        |
| 25                         | 2005年 12月16日 | 02             | 幸せの色                          | 上地等            | 上地等           | 上地等         | 196位          | TECI-98        |

#### 配信限定
| タイトル                           | 配信開始日   | 備考                                                          |
| ---------------------------------- | ------------ | ------------------------------------------------------------- |
| LIGHT A SHINE 〜月はずっと見ている | 2020年9月9日 | 「ありがとう」「Shake Love」 と抱き合わせでの配信限定シングル |

#### 企画盤
| タイトル                    | 発売日         | 順位  | 備考 |
| --------------------------- | -------------- | ----- | --- |
| Remember                    | 1987年10月14日 | 001位 | 風間三姉妹名義で発売 フジテレビ系ドラマ『スケバン刑事III』主題歌 |
| マジ?マジ!マジカル☆ジュエル | 2009年5月20日  | 141位 | コロムビアミュージックエンタテインメントよりアニメソング盤として発売 テレビ東京系アニメ『ジュエルペット』主題歌 カップリングは同アニメのエンディング・テーマ「笑顔のループ」（歌: 堀江美都子） |

#### 限定販売・非売品
| タイトル                            | 備考 |
| ----------------------------------- | --- |
| 7 day's Girl                        | 1990年、雪印「とってもゼリー」CMソング、商品購入者に抽選でプレゼント 収録アルバム等の詳細は『Nude Songs』の解説項目を参照                               |
| 白の扉 〜I wish a Merry Christmas〜 | 作詞：浅香唯/作曲・編曲：三国義貴 2000年12月24日、原宿アストロホールでのライブ来場者にプレゼント                                                        |
| Anniversary                         | 浅香唯 大西結花 中村由真 名義によるCD 2015年7月19日、20日に東京・ヤクルトホールで開催された『唯・結花・由真 三姉妹コンサート』の会場での1,000枚限定販売 |

### アルバム

#### オリジナル・アルバム
| #  | タイトル                          | 発売日         | 順位 | 収録シングル曲                                                       |
| -- | --------------------------------- | -------------- | ---- | -------------------------------------------------------------------- |
| 1  | Crystal Eyes                      | 1986年2月21日  | N/A  | 夏少女、ふたりのMoon River、ヤッパシ…H!                              |
| 2  | Star Lights                       | 1987年2月28日  | 08位 | コンプレックスBANZAI!! (Special Mix Version)、10月のクリスマス、STAR |
| 3  | Rainbow                           | 1987年9月23日  | 04位 | 瞳にSTORM、虹のDreamer（共にRainbow Mix）                            |
| 4  | Candid Girl                       | 1988年6月1日   | 03位 | Believe Again、C-Girl                                                |
| 5  | HERSTORY                          | 1988年12月1日  | 03位 | なし（6曲入り企画ミニ・アルバム）                                    |
| 6  | MELODY FAIR                       | 1989年3月1日   | 02位 | セシル、Melody（共にAlbum Version）、TRUE LOVE                       |
| 7  | PRIDE                             | 1989年11月21日 | 07位 | 恋のロックンロール・サーカス (PRIDE VERSION)、DREAM POWER            |
| 8  | Nude Songs                        | 1990年2月28日  | 04位 | Chance! (Nude Version)                                               |
| 9  | OPEN YOUR EYES -Nude Songs Vol.2- | 1990年7月4日   | 10位 | ボーイフレンドをつくろう                                             |
| 10 | NO LOOKIN' BACK                   | 1990年12月5日  | 19位 | Self Control (Remix)                                                 |
| 11 | 硝子の都                          | 1991年8月21日  | 23位 | 恋のUpside-Down                                                      |
| 12 | STAY                              | 1992年2月26日  | 28位 | 愛しい人と眠りたい                                                   |
| 13 | joker                             | 1992年8月21日  | 47位 | なし                                                                 |
| 14 | CONTRAST                          | 1993年2月24日  | 63位 | ひとり                                                               |

#### ベスト・アルバム
| # | タイトル                                                                | 発売日         | 順位  | 備考 |
| - | ----------------------------------------------------------------------- | -------------- | ----- | --- |
| 1 | Present                                                                 | 1987年12月1日  | 4位   | 「夏少女」から「虹のDreamer」までのシングル全曲に「Remember」ソロ・バージョンと新曲を収録                                                        |
| 2 | Thanks a lot                                                            | 1991年2月27日  | 18位  | 「C-Girl」以降のシングルとアルバムから選曲、全曲リミックス及びボーカル再録                                                                       |
| 3 | シングル・コレクション                                                  | 1992年11月25日 | 69位  | 「夏少女」から「愛しい人と眠りたい」までのシングル全曲に、オリジナルアルバム未収録のカップリング、ビデオのみの収録楽曲を含む2枚組                |
| 4 | 究極のベスト! 浅香唯                                                    | 2005年6月22日  | N/A   | 売上上位9曲（「虹のDreamer」から「DREAM POWER」まで）をリマスタリングで収録                                                                      |
| 5 | CRYSTALS 〜25th Anniversary Best〜                                      | 2010年6月9日   | 236位 | デビュー25周年を記念した全シングル収録の全30曲2枚組ベスト盤                                                                                      |
| 6 | 浅香唯 ザ・ベスト                                                       | 2013年11月8日  | N/A   | シングル18曲（うち1曲は風間三姉妹名義）を収録した廉価版ベスト・アルバム。                                                                        |
| 7 | YUI ASAKA 40th Anniversary Yui Selection 40 Years Four Seasons PLAYLIST | 2025年6月25日  | 44位  | 浅香本人が四季をテーマにセレクトした楽曲16曲に新曲「1985～memories for you」を収録。本作を収納した『YUI ASAKA 40th Anniversary Box』も同時発売。 |

#### ライブ・アルバム
| # | タイトル         | 発売日       | 順位  | 備考 |
| - | ---------------- | ------------ | ----- | --- |
| 1 | ANNIVERSARY 2824 | 1993年5月1日 | 117位 | 1993年3月14日にクラブチッタ川崎で行われた休業前の記念ライブ盤、このライブのために作られた「誘う春の風」収録 |

#### 参加アルバム
| 曲名                                                     | 発売日         | 収録アルバム                                             |
| -------------------------------------------------------- | -------------- | -------------------------------------------------------- |
| 水 〜pied piper come down〜                              | 1998年10月7日  | KIRIHITO 〜霧人〜（三國義貴）                            |
| カタマりたいの                                           | 2004年5月19日  | PS2「塊魂」『塊魂サウンドトラック』                      |
| はだかでピース                                           | 2008年11月21日 | ベネッセチャンネル すくすくのうた（本人作詞）            |
| 涙桜                                                     | 2017年12月20日 | CR花の慶次10周年記念アルバム                             |
| Sweet Memories feat. 浅香唯（Original Song by 松田聖子） | 2021年8月18日  | 『すばらしい新世界 ～RELAX WORLD～』（トベタ・バジュン） |

### BOXセット
| # | タイトル                                          | 発売日                     | 順位  | 備考 |
| - | ------------------------------------------------- | -------------------------- | ----- | --- |
| 1 | 浅香唯大全集 THE COMPLETE BOX                     | 1993年7月21日              | -     | バージョン違い、カセットのみ収録のメッセージ含む全楽曲を収録した11枚組CD-BOX（『Thanks a lot』の音源は未収録） 特典ディスクに1989年8月の大阪でのライブ音源を収録 |
| 2 | 紙ジャケットCD-BOX                                | 2010年7月7日 2020年9月23日 | -     | 25周年を記念して、LPで発売された初期アルバム7作品を紙ジャケットCDとして再発したものをBOX化 BOX限定特典として『Fun!Fan!Fun! Yuiグラフィティ』を初DVD化 |
| 3 | 浅香唯 30周年記念コンプリートBOX                  | 2015年6月17日              | 135位 | 全スタジオ音源を2015年デジタル・リマスターにて収録したCD15枚+DVD1枚のBOX 1993年発売のBOXには未収録だった『Thanks a lot』の音源の他、 新曲「ありがとう」（本人作詞）とライブのみで演奏してきた「Shake Love」（本人作詞）を収録 DVDには、初DVD化となるビデオクリップ集『Self Control』と、初商品化となる「Ring Ring Ring」のプロモーションビデオを収録                       |
| 4 | YUI ASAKA 35th Anniversary 〜君がずっと見ている〜 | 2020年9月23日              | 13位  | 35周年を記念した4枚組BOX Disc 1: 映像作品全5タイトルおよび特典映像『雪印とってもゼリー'90 CM MAKING YUI ASAKA in 7 day's Girl』（非売品の初商品化）をBlu-rayに一括収録 Disc 2: ライヴCD『1989.8.23 Yui Asaka Special Live in Osaka』 Disc 3: ライヴCD『ANNIVERSARY 2824』 Disc 4: 35周年記念曲「LIGHT A SHINE 〜月はずっと見ている」の他、未発表ライヴ音源5曲 を収録したCD |

### 映像作品
| # | タイトル                                                 | 発売日         | 形態    | 備考 |
| - | -------------------------------------------------------- | -------------- | ------- | --- |
| 1 | ONLY YUI                                                 | 1987年7月3日   | VHS/LD  | 「夏少女」から「瞳にSTORM」までのイメージビデオ、東急日本橋店でのミニライブ映像あり                                                                                   |
| 1 | ONLY YUI                                                 | 2010年6月23日  | DVD     | 「夏少女」から「瞳にSTORM」までのイメージビデオ、東急日本橋店でのミニライブ映像あり                                                                                   |
| 2 | Candid Girl                                              | 1988年7月1日   | VHS/LD  | アルバム『Candid Girl』のイメージビデオ、オーストラリア・ハミルトン島周辺とシドニーにて撮影                                                                           |
| 2 | Candid Girl                                              | 2010年6月23日  | DVD     | アルバム『Candid Girl』のイメージビデオ、オーストラリア・ハミルトン島周辺とシドニーにて撮影                                                                           |
| 3 | Fun!Fan!Fun! Yuiグラフィティ                             | 1989年1月1日   | VHS/LD  | 浅香の1日を追う構成、1988年夏のツアー「VITAMIN "C"ツアー」の映像あり 『紙ジャケットCD-BOX』で初DVD化                                                                  |
| 4 | ロックンロール・サーカス'89 浅香唯スパークリング・ライブ | 1989年12月16日 | VHS/LD  | 初のライブビデオ、1989年10月25、26日に東京厚生年金会館にて収録 |
| 4 | ロックンロール・サーカス'89 浅香唯スパークリング・ライブ | 2010年6月23日  | DVD     | 初のライブビデオ、1989年10月25、26日に東京厚生年金会館にて収録 |
| 5 | Self Control                                             | 1990年11月18日 | VHS/LD  | ビデオ・クリップ集、自身のラジオ番組エンディング・テーマ「夜が明けるまで」を初商品化 『浅香唯 30周年記念コンプリートBOX』で初DVD化                                    |
| 6 | YUI ASAKA LIVE 2020 〜Happy Birthday 35th Anniversary    | 2021年6月23日  | Blu-ray | 完全生産限定3枚組（Blu−ray＋2CD＋フォト・ブックレット）、自身2作目となるライブ映像作品 2020年12月4日、SHIBUYA PLEASURE PLEASUREで開催された無観客配信ライブを完全収録 |

※上記作品のうち1〜5がBOX作品『YUI ASAKA 35th Anniversary 〜君がずっと見ている〜』で初Blu-ray化

#### 限定販売・非売品
| タイトル                                                     | 発売日        | 形態 | 備考                                                        |
| ------------------------------------------------------------ | ------------- | ---- | ----------------------------------------------------------- |
| VINBO No.6                                                   | 1988年11月    | VHS  | 月刊ビデオ雑誌11月号（ローソン限定販売）                    |
| Fun!Fan!Fun! Yuiグラフィティ ファンクラブ限定版              | 1989年1月1日  | VHS  | ファンクラブ会員向けの特別版                                |
| Yui Asaka in 7 day's Girl 〜雪印とってもゼリーCMメイキング〜 | 1990年        | VHS  | CD『Nude Songs』購入者に抽選でプレゼント                    |
| Anniversary                                                  | 2015年9月23日 | 配信 | 浅香唯 大西結花 中村由真 名義による同曲のミュージックビデオ |

### タイアップ曲
| 年     | 楽曲                              | タイアップ                                                                                        |
| ------ | --------------------------------- | ------------------------------------------------------------------------------------------------- |
| 1986年 | ヤッパシ…H!                       | 松下電工「Love eye」CMソング                                                                      |
| 1986年 | コンプレックスBANZAI!!            | 雪印「ヨグール」CMソング                                                                          |
| 1986年 | 10月のクリスマス                  | 雪印「ヨグール」CMソング フジテレビ系テレビドラマ 月曜ドラマランド スペシャル 「一休さんII」 ED曲 |
| 1987年 | STAR                              | フジテレビ系テレビドラマ「スケバン刑事III」主題歌                                                 |
| 1987年 | 瞳にSTORM                         | フジテレビ系テレビドラマ「スケバン刑事III」主題歌                                                 |
| 1987年 | 虹のDreamer                       | フジテレビ系テレビドラマ「スケバン刑事III」主題歌                                                 |
| 1988年 | Believe Again                     | 東映映画「スケバン刑事 風間三姉妹の逆襲」主題歌                                                   |
| 1988年 | C-Girl                            | カネボウ'88 夏のプロモーション・イメージソング                                                    |
| 1988年 | フレンド                          | AXIA・イメージソング                                                                              |
| 1989年 | TRUE LOVE                         | 東宝映画「YAWARA!」挿入歌                                                                         |
| 1989年 | NEVERLAND 〜YAWARA!メインテーマ〜 | 東宝映画「YAWARA!」主題歌                                                                         |
| 1989年 | 笑顔はどうしたの                  | 東宝映画「YAWARA!」挿入歌                                                                         |
| 1989年 | 恋のロックンロール・サーカス      | AXIA・イメージソング                                                                              |
| 1990年 | 7 day's Girl                      | 雪印「とってもゼリー」CMソング                                                                    |
| 1990年 | Self Control                      | テレビ朝日系「こだわりTV PRE★STAGE」OPテーマ                                                      |
| 2005年 | 笑顔の私                          | TBS系テレビドラマ「ママ!アイラブユー」主題歌                                                      |

## 出演

### テレビドラマ
| タイトル                                      | 放送局     | 放映年月                        | 役名         | 備考                                          |
| --------------------------------------------- | ---------- | ------------------------------- | ------------ | --------------------------------------------- |
| 一休さん                                      | フジテレビ | 1986年11月17日                  | 一休さん     | 月曜ドラマランド                              |
| スケバン刑事III 少女忍法帖伝奇                | フジテレビ | 1986年10月30日 - 1987年10月29日 | 風間唯       | 全42話                                        |
| 金太十番勝負!                                 | フジテレビ | 1988年10月20日 - 12月22日       | 東かすみ     | 全10話                                        |
| 世にも奇妙な物語 「ベビーシッター」           | フジテレビ | 1991年6月13日                   | 山口美保     | 野球中継が雨天中止になった日に放送            |
| ADブギ                                        | TBS        | 1991年10月18日 - 12月20日       | 遠山久美     | 全10話                                        |
| AD・リターンズ                                | TBS        | 1992年10月9日                   | 遠山久美     | 『ADブギ』2時間スペシャル（続編）             |
| 泣きながらトライアングル                      | テレビ朝日 | 1992年11月30日                  |              | 柴門ふみセレクション                          |
| 何も言えなくて                                | テレビ朝日 | 1992年12月28日                  |              | ラブストーリーを君に'92                       |
| 世にも奇妙な物語'99 秋の特別編 「和服の少女」 | フジテレビ | 1999年9月27日                   | 佐々木裕見子 |                                               |
| 京都祇園入り婿刑事事件簿6                     | フジテレビ | 2000年1月21日                   | 春駒         | 金曜エンタテイメント                          |
| QUIZ                                          | TBS        | 2000年4月14日 - 6月23日         | 柴崎真理     | 全11話                                        |
| ただいま満室                                  | テレビ朝日 | 2000年10月21日                  | 一ノ瀬冬子   | 第2話（ゲスト出演）                           |
| ハンドク!!!                                   | TBS        | 2001年10月10日 - 12月12日       | 浅香唯       | 第1 - 4、6話に出演                            |
| かまいたちの夜                                | TBS        | 2002年7月3日                    | 細井美香     | 真夏のNo.1ミステリー                          |
| 殺人ロケ                                      | テレビ朝日 | 2003年2月1日                    | 安西真澄     | 土曜ワイド劇場、斉藤由貴と共演                |
| 冗談でしょッ!離婚予定日                       | CBC        | 2004年5月31日 - 7月30日         | 鮎川早紀     | ドラマ30、初の昼帯ドラマ主演                  |
| ママ!アイラブユー                             | CBC        | 2005年11月28日 - 2006年1月27日  | 三村祐子     | ドラマ30、主題歌「笑顔の私」も担当            |
| ウィルスパニック2006夏〜街は感染した〜        | 日本テレビ | 2006年6月27日                   | 安藤直子     | DRAMA COMPLEX                                 |
| 生まれる。                                    | TBS        | 2011年5月13日                   | 北条仁美     | 第4話（ゲスト出演）                           |
| NHK大河ドラマ・平清盛                         | NHK        | 2012年1月8日 - 12月23日         | 藤原朝子     |                                               |
| 13歳のハローワーク                            | テレビ朝日 | 2012年3月9日                    | 本人         | 最終話（ゲスト出演）                          |
| ひまわりっ 〜宮崎レジェンド〜                 | テレビ宮崎 | 2020年6月1日 - 6月12日          | 林のり子     | テレビ宮崎開局50周年ドラマ（1話15分、全10話） |
| タリオ 復讐代行の2人                          | NHK        | 2020年11月6日                   | 美佐子       | 第5話（ゲスト出演）                           |
| ひまわりっ 〜宮崎レジェンド2〜                | テレビ宮崎 | 2022年5月16日 - 5月27日         | 林のり子     | 1話15分、全10話                               |
| 量産型リコ -最後のプラモ女子の人生組み立て記- | テレビ東京 | 2024年6月28日 - 8月30日         | 小向由里香   |                                               |

### レギュラー番組
| タイトル                                  | 放送局                 | 放映年月              | 備考               |
| ----------------------------------------- | ---------------------- | --------------------- | ------------------ |
| EXPOスクランブル                          | TBS                    | 1985年3月 - 9月       |                    |
| 爆笑!家族グルメ みんな気まぐれ日曜日      | テレビ朝日             | 1986年4月 - 11月      |                    |
| 笑っていいとも!                           | フジテレビ             | 2001年4月 - 9月       | 隔週木曜レギュラー |
| やるヌキッ!                               | テレビ東京             | 2002年4月 - 2004年9月 |                    |
| 浅香唯のおもしろイベント情報              | サイエンスチャンネル   | 2007年3月 - 8月       |                    |
| しゃべくりDJ 浅香唯のミュージックアワー!! | 歌謡ポップスチャンネル | 2018年5月 - 8月       | リピート放送あり   |

### スペシャル番組
- 日曜スペシャル「100%浅香唯！元気まるごと日本縦断ビタミンCコンサート」（1988年9月4日、日本テレビ）

### ドキュメンタリー番組
- アナザーストーリーズ 運命の分岐点「激写!スクープ戦争～写真週刊誌・タブーに挑んだ人たち～」（2017年9月5日、NHK BSプレミアム）[注釈 34][注釈 35]

### テレビ番組（麻雀関連）
- 女流雀士 プロアマNo.1決定戦 てんパイクイーン（2016年 - 、テレ朝チャンネル2）シーズン2～6に出場

### 映画・Vシネマ
| タイトル                      | 配給会社                 | 上映年月  | 役名   |
| ----------------------------- | ------------------------ | --------- | ------ |
| スケバン刑事                  | 東映、フジテレビ         | 1987年2月 | 風間唯 |
| スケバン刑事 風間三姉妹の逆襲 | 東映、フジテレビ         | 1988年2月 | 風間唯 |
| YAWARA!                       | 東宝、マイカル・グループ | 1989年4月 | 猪熊柔 |
| ドサ健 麻雀地獄 （Vシネマ）   | ケイエスエス             | 2001年    | 殿下   |

### CM
| メーカー       | 商品名                                                    | 年              |
| -------------- | --------------------------------------------------------- | --------------- |
| 松下電工       | Love eye                                                  | 1986年          |
| 雪印乳業       | とってもゼリー、ヨグール、フィオーリ、リセエンヌ          | 1986年 - 1990年 |
| オゴー産業     | 鳩サクラ学生服                                            | 1987年          |
| カネボウ化粧品 | サラ、PSSST!、マイルドコート、デバイス、Cファンデーション | 1985年 - 1988年 |
| 沖電気         | システムOA                                                | 1988年          |
| スズキ         | アルト                                                    | 1989年          |
| AXIA           | AXIA PS-S                                                 | 1988年 - 1989年 |
| CASIO          | STING、20バー ログメモリー                                | 1989年 - 1990年 |
| RIZAP          | オリジナルトレーニング                                    | 2020年          |

### ラジオ番組
| タイトル                                          | 放送局             | 放送期間                                                |
| ------------------------------------------------- | ------------------ | ------------------------------------------------------- |
| 鶴光の代打逆転サヨナラ満塁ホームラン 花とおじさん | ニッポン放送       | 1985年10月 - 1986年3月、木曜日アシスタント              |
| キラキラサンデー アイドルじゃじゃうまランド       | 文化放送           | 1986年10月 - 1988年6月                                  |
| 浅香唯 少しおとなのシルエット                     | ニッポン放送       | 1988年4月 - 1992年6月                                   |
| 浅香唯のちょっと悪い子                            | TBSラジオ          | 1988年10月 - 1990年3月                                  |
| スーパーFMマガジン 浅香唯のNORU SORU              | TOKYO FM           | 1990年4月 - 1993年4月                                   |
| 浅香唯のトワイライト・シャワー                    | 鎌倉FM             | 1996年夏期間限定                                        |
| 松本ひでお 情報発見 ココだけ                      | ニッポン放送       | 2011年シーズンオフ、火曜日コメンテーター                |
| 浅香唯のDream Believer                            | ラジオ大阪         | 2019年4月 - 2020年12月                                  |
| 加藤裕介の横浜ポップJ                             | ラジオ日本         | 2021年4月7日 - 水曜日パートナー（桑田靖子の降板に伴う） |
| 大崎潔の昭和歌謡にゾッコン！                      | ミュージックバード | 2021年10月2日 - 2021年12月25日                          |

## 公演

### コンサート
※主な単独コンサート記録（単発イベント等は除く）

### 舞台
| 日程   | 日程                            | タイトル                                                                                            | 役名     | 会場 |
| ------ | ------------------------------- | --------------------------------------------------------------------------------------------------- | -------- | --- |
| 2000年 | 3月28日 - 4月2日                | 朝倉薫演劇団 春の特別公演『0021 〜僕は君のために雨を降らそう〜』                                    | 沢田景子 | シアターサンモール |
| 2014年 | 4月26日 - 9月7日                | 丸美屋食品ミュージカル『アニー』                                                                    | ハニガン | 04/26 - 05/11 東京 青山劇場 08/13 - 08/19 大阪 シアター・ドラマシティ 08/29 - 08/31 愛知県芸術劇場大ホール 09/07 新潟テルサ |
| 2018年 | 7月27日 - 9月1日                | 志村けん一座 第13回公演 志村魂『一姫二太郎三かぼちゃ』                                              |          | 07/27 - 07/30 大阪 新歌舞伎座 08/17 - 08/26 東京 明治座 08/29 - 09/01 名古屋 御園座                                         |
| 2020年 | 11月18日 - 23日                 | 戦後75年を飛び越えて『MOTHER 〜特攻の母 鳥濱トメ物語〜』                                            | 鳥濱トメ | 新国立劇場 小劇場 |
| 2023年 | 8月31日 - 9月3日、10月28日      | シーボルト来航200年 ウィーン万博150周年記念公演『シーボルト父子伝～蒼い目のサムライ～新たなる船出』 |          | 08/31 - 09/03 東京 博品館劇場 10/28 長崎市平和会館                                                                          |
| 2024年 | 3月3日 - 17日                   | 新歌舞伎座開場65周年記念『花盛り四人姉妹～吉野まほろば物語～』                                      | 三女     | 新歌舞伎座 |
| 2024年 | 12月14日 - 29日                 | Thank you very マッチ de SHOW『ギンギラ学園物語』                                                   |          | 12/14 - 12/15 大阪 新歌舞伎座 12/20 - 12/22 名古屋 御園座 12/25 - 12/29 東京 明治座                                         |
| 2025年 | 3月19日 - 23日                  | アース製薬100周年 presents『Mother～特攻の母 鳥濱トメ物語～』                                       | 鳥濱トメ | 新国立劇場 小劇場 |
| 2025年 | 12月30日 - 2026年1月4日（予定） | Thank you very マッチ de SHOW「ギンギラ学園物語 新春！再びマッチでーす！」                          |          | 明治座 |

## 書籍

### 写真集
| タイトル                 | 出版年 | 出版社           | 備考                             |
| ------------------------ | ------ | ---------------- | -------------------------------- |
| YUI・ドリーム            | 1986年 | 辰巳出版         |                                  |
| ちょうど水晶             | 1987年 | ワニブックス     |                                  |
| あッ弾けそう             | 1987年 | 講談社           |                                  |
| やさしく見つめて         | 1987年 | 講談社文庫       |                                  |
| C-GIRL                   | 1988年 | ワニブックス     | オーストラリア・ロケ             |
| AMANECER［アマネセール］ | 1989年 | 小学館           | スペイン・ロケ                   |
| Thanx Kisses             | 1991年 | CBSソニー出版    |                                  |
| FAKE LOVE                | 1994年 | KKベストセラーズ | 当時本名の「川崎亜紀」名義で出版 |

### 単行本
- Present 浅香唯フォト＆エッセイ（1987年、近代映画社）
- 浅香唯のちょっと悪い子 TBSラジオ編（1989年、ワニブックス）

## ドラマ・映画関連作品アイテム

### 映像作品
| タイトル                            | 種別    | 発売日                      | 形態            | 備考 |
| ----------------------------------- | ------- | --------------------------- | --------------- | --- |
| スケバン刑事                        | 映画    | 1987年5月9日                | VHS/LD          | 南野陽子主演 |
| スケバン刑事                        | 映画    | 2005年6月21日 2015年3月13日 | DVD             | 南野陽子主演 |
| スケバン刑事 風間三姉妹の逆襲       | 映画    | 1988年7月8日                | VHS/LD          | 初主演映画 |
| スケバン刑事 風間三姉妹の逆襲       | 映画    | 2005年6月21日 2015年3月13日 | DVD             | 初主演映画 |
| スケバン刑事III 少女忍法帖伝奇      | ドラマ  | 1989年6月23日               | VHS             | 1990年4月27日まで1本ずつ全10巻発売 |
| スケバン刑事III 少女忍法帖伝奇      | ドラマ  | 2004年8月6日                | DVD             | 全5巻 |
| YAWARA!                             | 映画    | 1989年7月15日               | VHS/LD          | 主演 |
| 浅香唯の一休さん                    | ドラマ  | 1990年3月1日                | VHS             | 初主演ドラマ（1986年放映） |
| ADブギ                              | ドラマ  | 1992年6月26日               | VHS             | |
| ADブギ                              | ドラマ  | 2005年1月21日               | DVD-BOX         | |
| QUIZ                                | ドラマ  | 2000年7月28日               | VHS             | |
| QUIZ                                | ドラマ  | 2000年11月22日              | DVD             | |
| ハンドク!!!                         | ドラマ  | 2002年3月22日               | DVD-BOX         | |
| 生まれる。                          | ドラマ  | 2011年9月9日                | Blu-ray/DVD-BOX | |
| ドサ健 麻雀地獄                     | Vシネマ | 2012年3月30日               | DVD             | レンタルビデオ版は2001年発売 |
| 13歳のハローワーク                  | ドラマ  | 2012年7月25日               | Blu-ray/DVD-BOX | |
| NHK大河ドラマ 平清盛 完全版         | ドラマ  | 2012年11月21日              | Blu-ray/DVD-BOX | |
| スケバン刑事 THE MOVIE 80's Blu‐ray | 映画    | 2015年10月7日               | Blu-ray         | 映画版2作品を収録 |
| スケバン刑事 3部作一挙見Blu-ray     | ドラマ  | 2021年1月13日               | Blu-ray         | IからIIIまでのシリーズより30話を厳選収録 特典映像として『スケバン刑事III 少女忍法帖伝奇』TVスペシャル「三姉妹 最も危険な旅 八つの死の罠 SPECIAL」を収録 |

#### その他
| タイトル                                                   | 発売日         | 形態   | 備考                                                                                        |
| ---------------------------------------------------------- | -------------- | ------ | ------------------------------------------------------------------------------------------- |
| スケバン刑事フェスティバル in つま恋                       | 1987年10月21日 | VHS/LD | 1987年8月30日に静岡・つま恋エキジビジョンホールで行われた風間三姉妹コンサートのライブビデオ |
| 唯ちゃんの日記帳 -Remember! スケバン刑事 風間三姉妹の逆襲- | 1988年3月11日  | VHS    | 映画『スケバン刑事 風間三姉妹の逆襲』メイキング、後に映画版DVDに特典映像として収録          |
| YAWARA!＆浅香唯Making                                      | 1989年4月1日   | VHS    | 主演映画『YAWARA!』メイキング                                                               |
| 逃走中1 〜run for money〜                                  | 2007年7月18日  | DVD    | バラエティ                                                                                  |

### サウンドトラック
| タイトル                                                                    | 発売日        |
| --------------------------------------------------------------------------- | ------------- |
| スケバン刑事III 〜少女忍法帖伝奇〜完結編                                    | 1987年5月21日 |
| スケバン刑事・風間三姉妹の逆襲                                              | 1988年2月21日 |
| YAWARA! オリジナル・サウンドトラック                                        | 1989年4月15日 |
| スケバン刑事 ラスト・メモリアル 〜麻宮サキよ永遠に〜（再発）                | 2006年9月20日 |
| スケバン刑事III「風間三姉妹」ザ・ベスト -Re Member- [2015 Digital remaster] | 2015年6月17日 |

### 書籍
- スケバン刑事III 写真集（1987年、白泉社）
- スケバン刑事III 少女忍法帖伝奇 SUPER MATERIAL（1987年、BANDAI）
- 続・スケバン刑事 風間三姉妹の逆襲（1987年、講談社）
- YAWARA! シナリオ写真集（1989年、東宝）